# Tony Estanguet
Tony Estanguet, född 6 maj 1978 i Pau, Frankrike, är en fransk kanotslalomåkare som har tävlat sedan mitten av 1990-talet. Han har vunnit tre OS-guld: 2000, 2004 och 2012. Under sommar-OS 2008 i Beijing var han Frankrikes flaggbärare. Han är bror till den olympiske medaljören i samma sport, Patrice Estanguet.